# استیون گری (دانشمند)
استیون گری (انگلیسی: Stephen Gray؛ زاده دسامبر ۱۶۶۶، درگذشته ۷ فوریه ۱۷۳۶) رنگرز و ستاره‌شناس انگلیسی بود. او اولین کسی بود که به‌طور سیستماتیک آزمایش مقاومت ویژه را انجام داد.
وی برنده جوایزی همچون مدال کاپلی شده است.